# Gronaustadion
Das Gronaustadion (auch: Gronau-Stadion) war ein Fußballstadion mit Leichtathletikanlage in Bonn. Im Stadion fanden unter anderem Fußballspiele und Leichtathletikveranstaltungen statt.

## Geschichte
Das Gronaustadion befand sich im Bonner Ortsteil Gronau. Bereits um 1900 befand sich hier eine „Spielwiese“, die in den 1920er-Jahren zunächst zu einem Sportpark mit einem Spielfeld samt 500-Meter-Laufbahn und ab 1949 zu einem städtischen Sportzentrum ausgebaut wurde. Zur Bundesfeier der deutschen Jugend und des deutschen Sports kamen 1949 rund 20.000 Besucher ins Gronaustadion. Das Stadion diente dem Bonner FV (BFV) sowie dessen Nachfolger Bonner SC als Heimspielstätte. Außerdem wurde es lange Zeit auch vom FC Bundestag genutzt. Am 12. April 1961 traten hier erstmals Bundestagsabgeordnete für ein Benefizspiel gegen Prominente aus Politik, Presse und Fernsehen an.
Als vom Bund immer mehr Flächen für den Ausbau des Bonner Parlaments- und Regierungsviertels benötigt wurden, wurde das Gronaugelände 1967 von der Stadt Bonn für 98 Millionen Mark an diesen verkauft. Ein Teil des Erlöses floss in den Bau des Sportparks Nord. Im Jahr 1970 verließ der Bonner SC die Gronau und spielte fortan im neuen Sportpark Nord. Danach diente das Stadion in der Gronau kleineren Bonner Fußballvereinen als Heimspielstätte, auch die Rugbyabteilung des Bonner SC und die Footballer der Bonner Jets trugen dort ihre Heimspiele aus. Im Herbst 1989 wurde das Gronaustadion nach einem letzten Abschiedsspiel des FC Bundestag am 5. Oktober 1989 gegen eine Bonner Presseauswahl abgerissen. An der Stelle des Stadions entstanden der Schürmann-Bau und der Post-Tower.